# Nicomen Island
Nicomen Island är en ö i Kanada.   Den ligger i provinsen British Columbia, i den södra delen av landet, 3 500 km väster om huvudstaden Ottawa.
I omgivningarna runt Nicomen Island växer i huvudsak barrskog. Runt Nicomen Island är det ganska tätbefolkat, med 166 invånare per kvadratkilometer.